# Orlando Bloom
Orlando Jonathan Blanchard Bloom (sinh ngày 13 tháng 1 năm 1977) là nam diễn viên người Anh. Anh trở nên nổi tiếng với vai diễn đột phá vào năm 2001 là hoàng tử tiên Legolas trong loạt phim Chúa tể những chiếc nhẫn và năm 2003 với vai người thợ rèn Will Turner trong Cướp biển vùng Caribbe. Ngay lập tức anh vươn lên vị trí ngôi sao trong các phim của Hollywood như Thị trấn tình yêu và Vương quốc thiên đường. Anh còn tham gia cùng lúc trong các phim Black Hawk Down, Người hùng thành Troy, New York, I Love You, Sympathy for Delicious và Main Street. Bloom đã trình diễn hết sức chuyên nghiệp trên sân khấu kịch với vở diễn In Celebration của West End tại Nhà hát Quận công York, St. Martin's Lane, diễn ra cho tới ngày 15 tháng 9 năm 2007. Ngày 12 tháng 10 năm 2009, Bloom được bầu làm Đại sứ Thiện chí của tổ chức UNICEF. Anh còn trở lại với vai Legolas trong phần 2 và 3 của loạt phim Người Hobbit.

## Tiểu sử
Orlando Bloom sinh ra tại Canterbury, Kent, nước Anh, và có một chị gái là Samantha Bloom sinh năm 1975. Bloom được đặt theo tên của nhà soạn nhạc ở thế kỷ thứ XVI là Orlando Gibbons.
Mẹ anh là bà Sonia Constance Josephine (nhũ danh Copeland), là người gốc Anh thuộc một nhánh của Kolkata, Ấn Độ, là con gái của Betty Constance Josephine (Walker) và Francis John Copeland, là y sĩ và bác sĩ phẫu thuật. Nhờ đó mà Bloom là anh em họ với nhiếp ảnh gia Sebastian Copeland. Họ ngoại của Bloom sống rải rác tại Tasmania, Úc, Nhật, Ấn Độ, và nhờ có nguồn gốc người Anh mà một vài người trong số đó gốc gác từ Kent. Hồi nhỏ, Bloom được nghe về cha mình là chồng của mẹ, là tiểu thuyết gia chống chủ nghĩa Apartheid người Do Thái-Nam Phi, Harry Saul Bloom; tuy nhiên khi anh lên 13 tuổi (9 năm sau khi ông Harry qua đời), mẹ của Bloom mới tiết lộ rằng cha đẻ của anh là Colin Stone, một đối tác của mẹ và bạn của gia đình. Ông Stone là hiệu trưởng của trường "Concorde International language school", trở thành người giám hộ về mặt pháp lý cho Orlando sau khi ông Harry Bloom qua đời.
Bloom lớn lên trong Nhà thờ Thanh giáo Anh. Anh theo học tại The King's School Canterbury và St Edmund's School tại Canterbury, và bị mắc hội chứng khó đọc. Mẹ anh khuyến khích con trai theo học các lớp kịch và nghệ thuật. Năm 1993, anh chuyển tới Luân Đôn để theo học khóa học Kịch nghệ, nhiếp ảnh, điêu khắc trong hệ thống chứng chỉ "A Level" tại "Cao đẳng Mỹ thuật ở Hampstead". Sau này anh tham gia vào "Nhà hát Thanh thiếu niên Quốc gia", dành ra hai mùa sinh hoạt tại đó và giành học bổng để chuyển tới Học viện British American Drama Academy. Bloom bắt đầu tham gia diễn xuất trên truyền hình trong loạt phim nhiều tập như Casualty và Midsomer Murders và không lâu có vai diễn đầu tay trong Wilde (1997), vai phản diện của Stephen Fry, trước khi theo học về diễn xuất tại tại "Guildhall School of Music and Drama" ở Luân Đôn.

## Danh sách phim

### Phim điện ảnh
| Năm  | Tựa đề                                                     | Vai                                   | Ghi chú                   |
| ---- | ---------------------------------------------------------- | ------------------------------------- | ------------------------- |
| 1997 | Wilde                                                      | Chàng trai thuê nhà                   |                           |
| 2001 | Chúa tể những chiếc nhẫn: Hiệp hội nhẫn thần               | Legolas                               |                           |
| 2001 | Black Hawk Down                                            | Todd Blackburn                        |                           |
| 2002 | Chúa tể những chiếc nhẫn: Hai tòa tháp                     | Legolas                               |                           |
| 2003 | Ned Kelly                                                  | Joseph Byrne                          |                           |
| 2003 | Cướp biển vùng Caribbean: Lời nguyền của tàu Ngọc Trai Đen | Will Turner                           |                           |
| 2003 | Chúa tể những chiếc nhẫn: Sự trở lại của nhà vua           | Legolas                               |                           |
| 2004 | The Calcium Kid                                            | Jimmy Connelly                        |                           |
| 2004 | Người hùng thành Troy                                      | Paris                                 |                           |
| 2004 | Haven                                                      | Shy                                   | Đồng thời là nhà sản xuất |
| 2005 | Vương quốc thiên đường                                     | Balian de Ibelin                      |                           |
| 2005 | Thị trấn tình yêu                                          | Drew Baylor                           |                           |
| 2006 | Cướp biển vùng Caribbe 2: Chiếc rương tử thần              | Will Turner                           |                           |
| 2006 | Love and Other Disasters                                   | Hollywood Paolo                       |                           |
| 2006 | The Armenian Genocide                                      | Auguste Berneau                       | Phim tài liệu             |
| 2007 | Cướp biển vùng Caribbean 3: Nơi tận cùng thế giới          | Will Turner                           |                           |
| 2007 | Everest: A Climb for Peace                                 | Narrator                              | Phim tài liệu             |
| 2009 | New York, I Love You                                       | David                                 |                           |
| 2010 | Sympathy for Delicious                                     | The Stain                             |                           |
| 2010 | Main Street                                                | Harris Parker                         |                           |
| 2011 | Bác sĩ thiên tài                                           | Dr. Martin E. Blake                   | Đồng thời là nhà sản xuất |
| 2011 | Fight for Your Right Revisited                             | Johnny Ryall                          | Phim ngắn                 |
| 2011 | Ba người lính ngự lâm                                      | George Villiers, Quận công Buckingham |                           |
| 2013 | Zulu                                                       | Brian Epkeen                          |                           |
| 2013 | Người Hobbit: Đại chiến với rồng lửa                       | Legolas                               |                           |
| 2014 | Người Hobbit: Đại chiến Năm cánh quân                      | Legolas                               |                           |
| 2015 | Digging for Fire                                           | Ben                                   |                           |
| 2017 | Unlocked                                                   | Jack Alcott                           |                           |
| 2017 | Pirates of the Caribbean: Salazar báo thù                  | Will Turner                           |                           |
| 2017 | Romans                                                     | Malky                                 |                           |
| 2017 | The Shanghai Job                                           | Danny Stratton                        |                           |
| 2020 | The Outpost                                                | Captain Benjamin D. Keating           |                           |
| 2021 | Billie Eilish: Thế giới mơ hồ                              | Chính anh                             | Phim tài liệu             |
| 2021 | Needle in a Timestack                                      | Tommy Hambleton                       |                           |
| 2023 | Gran Turismo: Tay đua cự phách                             | Danny Moore                           |                           |
| 2024 | Red Right Hand                                             | Cash                                  |                           |
| 2024 | Peppa's Cinema Party                                       | Ông Raccoon                           | Lồng tiếng                |
| 2024 | Wizards!                                                   |                                       |                           |
| 2024 | The Cut                                                    |                                       |                           |

### Phim truyền hình
| Năm       | Tựa đề                 | Vai                       | Ghi chú                                                                        |
| --------- | ---------------------- | ------------------------- | ------------------------------------------------------------------------------ |
| 1994–1996 | Casualty               | Noel Harrison             | Các tập: "Care in the Community", "Another Day in Paradise", "Made in Britain" |
| 2000      | Midsomer Murders       | Peter Drinkwater          | Tập: "Judgement Day"                                                           |
| 2006      | Extras                 | Chính anh                 | Tập: "Orlando Bloom"                                                           |
| 2011      | LA Phil Live           | Romeo                     | Tập: "Dudamel Conducts Tchaikovsky"                                            |
| 2016      | Easy                   | Tom                       | Tập: "Utopia"                                                                  |
| 2017      | Tour de Pharmacy       | Juju Peppi                | Phim truyền hình                                                               |
| 2017      | Con đường thành sao    | Chính anh                 | 3 tập                                                                          |
| 2019–2023 | Carnival Row           | Rycroft Philostrate       | Vai chính, đồng sản xuất                                                       |
| 2021      | The Prince             | Prince Harry (lồng tiếng) | Vai chính                                                                      |
| 2021      | CBeebies Bedtime Story | Chính anh                 | Theo Littlest Dreamer: A Bedtime Adventure của Suzanne Smith                   |
| 2024      | To the Edge            | Chính anh                 | Vai chính, đồng sản xuất                                                       |

## Giải thưởng và đề cử
| Năm  | Giải                                     | Hạng mục                                              | Đề cử                                                  | Kết quả   |
| ---- | ---------------------------------------- | ----------------------------------------------------- | ------------------------------------------------------ | --------- |
| 2001 | Phoenix Film Critics Society Award       | Best Cast                                             | The Lord of the Rings: The Fellowship of the Ring      | Đoạt giải |
| 2001 | Empire Award                             | Best Debut                                            | The Lord of the Rings: The Fellowship of the Ring      | Đoạt giải |
| 2001 | MTV Movie Award                          | Best Breakthrough Performance                         | The Lord of the Rings: The Fellowship of the Ring      | Đoạt giải |
| 2001 | Saturn Award                             | Face of the Future – Male                             | The Lord of the Rings: The Fellowship of the Ring      | Đề cử     |
| 2001 | Screen Actors Guild Award                | Outstanding Performance by a Cast in a Motion Picture | The Lord of the Rings: The Fellowship of the Ring      | Đề cử     |
| 2001 | Phoenix Film Critics Society Award       | Best Cast                                             | Black Hawk Down                                        | Đề cử     |
| 2002 | Online Film Critics Society Award        | Best Cast                                             | The Lord of the Rings: The Two Towers                  | Đoạt giải |
| 2002 | Phoenix Film Critics Society Award       | Best Cast                                             | The Lord of the Rings: The Two Towers                  | Đoạt giải |
| 2002 | Screen Actors Guild Award for            | Outstanding Performance by a Cast in a Motion Picture | The Lord of the Rings: The Two Towers                  | Đề cử     |
| 2003 | Australian Film Institute Award for      | Best Actor in a Supporting Role                       | Ned Kelly                                              | Đề cử     |
| 2003 | Broadcast Film Critics Association Award | Best Cast                                             | The Lord of the Rings: The Return of the King          | Đoạt giải |
| 2003 | National Board of Review Award           | Best Cast                                             | The Lord of the Rings: The Return of the King          | Đoạt giải |
| 2003 | Phoenix Film Critics Society Award       | Best Cast                                             | The Lord of the Rings: The Return of the King          | Đoạt giải |
| 2003 | Screen Actors Guild Award                | Outstanding Performance by a Cast in a Motion Picture | The Lord of the Rings: The Return of the King          | Đoạt giải |
| 2003 | Empire Award                             | Best British Actor                                    | The Lord of the Rings: The Return of the King          | Đề cử     |
| 2003 | Teen Choice Award                        | Choice Movie Actor – Drama/Action Adventure           | The Lord of the Rings: The Return of the King          | Đề cử     |
| 2003 | Hollywood Film Festival Award            | Breakthrough Acting – Male                            | Pirates of the Caribbean: The Curse of the Black Pearl | Đoạt giải |
| 2003 | MTV Movie Award Mexico                   | Sexiest Hero                                          | Pirates of the Caribbean: The Curse of the Black Pearl | Đoạt giải |
| 2003 | Teen Choice Award                        | Choice Movie Chemistry                                | Pirates of the Caribbean: The Curse of the Black Pearl | Đoạt giải |
| 2003 | Teen Choice Award                        | Choice Movie Fight/Action Sequence                    | Pirates of the Caribbean: The Curse of the Black Pearl | Đoạt giải |
| 2003 | Teen Choice Award                        | Choice Movie Liplock                                  | Pirates of the Caribbean: The Curse of the Black Pearl | Đoạt giải |
| 2003 | MTV Movie Award for                      | Best on-Screen Team                                   | Pirates of the Caribbean: The Curse of the Black Pearl | Đề cử     |
| 2005 | Jameson People's Choice Award            | Best European Actor                                   | Kingdom of Heaven                                      | Đoạt giải |
| 2005 | Teen Choice Award                        | Choice Movie Liplock                                  | Kingdom of Heaven                                      | Đề cử     |
| 2006 | Teen Choice Award                        | Choice Movie Rumble                                   | Pirates of the Caribbean: Dead Man's Chest             | Đoạt giải |
| 2006 | Teen Choice Award                        | Choice Movie Liplock                                  | Pirates of the Caribbean: Dead Man's Chest             | Đoạt giải |
| 2006 | Teen Choice Award                        | Choice Movie Actor – Drama/Action Adventure           | Pirates of the Caribbean: Dead Man's Chest             | Đề cử     |
| 2007 | Teen Choice Award                        | Choice Movie Rumble                                   | Pirates of the Caribbean: At World's End               | Đoạt giải |
| 2007 | National Movie Award                     | Best Performance by a Male                            | Pirates of the Caribbean: At World's End               | Đề cử     |
| 2007 | Teen Choice Award                        | Choice Movie Actor – Drama/Action Adventure           | Pirates of the Caribbean: At World's End               | Đề cử     |
| 2007 | Razzie Award                             | Worst Supporting Actor                                | Pirates of the Caribbean: At World's End               | Đề cử     |